# Секст Юлий Юл
Секст Юлий Юл (на латински: Sextus Iulius Iullus) e римски политик.
Произлиза от gens Юлии, клон Юлий Юл. Той е консулски военен трибун през 424 пр.н.е. заедно с тримата колеги Апий Клавдий Крас, Спурий Навций Руцил и Луций Сергий Фидена.